# 埼玉県立大宮中央高等学校
埼玉県立大宮中央高等学校（さいたまけんりつおおみやちゅうおうこうとうがっこう、Saitama Prefectural Omiya Chuo Senior High School）は、埼玉県さいたま市北区にある県立高等学校。
※特記が無い場合は通信制の課程、単位制による通信制の課程について記述している。

## 概要
埼玉県唯一の公立の通信制課程及び定時制課程の独立校。
通信制の課程、単位制による通信制の課程、単位制による定時制の課程の各課程に普通科を設置している。
埼玉県にある公立の通信制高校は本校一校のみである。
通信制の課程のスクーリングは日・月・火曜日に行っており、日曜日は本校（南部地区）のほか埼玉県立吉川美南高等学校（東部地区）、埼玉県立狭山緑陽高等学校（西部地区）、埼玉県立吹上秋桜高等学校（北部地区）、埼玉県立秩父農工科学高等学校（秩父地区）においても実施している。
非常に自由な校風を持つ学校であるが、他人に迷惑をかけないのが大原則である。
自分のペースで学習を進めることができるのが本校の特徴であり、社会人や主婦なども多く在籍している。
本校の学習は自宅学習のレポート(R)、学校でのスクーリング（S）、そして最後にテスト(T)の三つを軸にしている。
毎年度の初めに自分の履修する科目を選択し、学習を進め必要な単位数を満たした末に卒業することができる。
卒業要件は、四年以上の在籍、必修科目を含めた74単位以上修得、32時間以上の特別活動への参加である。卒業率は三割前後で、約七割の生徒が中途退学している。
原則として4年で卒業だが、1年次の単位を全て取得するなど優秀な生徒には3年で卒業するコースを選択することもできる。4年に限らず、5年や10年かけてゆっくりと学習を進めていき卒業する生徒も居る。2011年度より、在籍が最長13年までという制限が設けられる。

### 開校記念日
10月23日

### 校歌
- 作詞　木村泰夫
- 作曲　石桁真礼生

## 沿革
- 1948年3月 - 埼玉県立浦和中学校に通信教育部が設置される。
- 1948年4月 - 埼玉県立浦和高等学校通信教育部と改称。
- 1957年4月 - 埼玉県立熊谷高等学校通信教育部を統合。
- 1963年4月 - 埼玉県立浦和通信制高等学校として独立。
- 1977年12月 - 生徒集会室竣工。
- 1987年4月 - 大宮市櫛引町の旧埼玉県立大宮工業高等学校跡地に移転、埼玉県立大宮中央高等学校と改称。
- 1989年4月 - 単位制による通信制の課程、定時制の課程を設置。
- 1991年3月 - 新校舎一棟竣工。
- 1992年4月 - 第二体育館竣工。

## 学校行事
ハイキング、交流会、体育祭、文化祭などがある。基本的に学校行事は本校で開催される。
年度初めに履修指導と受講手続きがあり、これに出席しない場合はその1年間学習を受けることができなくなってしまう。

## 生徒会活動
生徒会は参加を希望する有志によって運営している。

### 支部
2011年現在、人員不足のために支部は運営されておらず、全地区対象の活動が本部（大宮中央高校）に集約されている。
協力校において行われる活動は、その都度本部の役員を派遣する形で行われている。
- 《本校敷地・施設使用》
  - 南部支部（主に大宮中央高校で日曜日にスクーリングに出席している生徒が対象。活動休止状態。）
  - 平日支部（主に大宮中央高校で月曜・火曜日にスクーリングに出席している生徒が対象。活動休止状態。）
- 《他校敷地・施設借用》
  - 東部支部（主に吉川美南高校でスクーリングに出席している生徒が対象。活動休止状態。）
  - 西部支部（主に狭山緑陽高校でスクーリングに出席している生徒が対象。活動休止状態。）
  - 北部支部（主に吹上秋桜高校でスクーリングに出席している生徒が対象。活動休止状態。）
  - 秩父支部（主に秩父農工科学高校でスクーリングに出席している生徒が対象。活動休止状態。）

## 部活動・同好会
- ソフトテニス部
- 軟式野球部

2013年に全国大会準優勝。
- 陸上部
- 卓球部
- バスケットボール部

1999年に全国大会優勝。
- バドミントン部
- サッカー部
- 剣道部
- 柔道部
- 文芸部
- 写真部
- 漫画研究部
- 演劇部
- 美術部
- 囲碁将棋同好会

## 通学手段など
- 生徒の主な通学手段
  - 各スクーリング会場まで最寄の交通公共機関を利用し通学する。
  - 自動車・バイクでの通学は許可制になっている。(現在では不可能)
- 大宮駅西口バスターミナル6,7,8番より乗車「櫛引」下車後、徒歩約200m。
- 鉄道博物館駅約800m
- 日進駅約1700m

## 著名な関係者

### 出身者
- 斉藤誠司 サッカー
- 斎藤真由美 バレーボール
- 香野あかね（生島茜）アナウンサー
- 松本素生 GOING UNDER GROUND
- 如月なつき - 音楽家
- 与沢翼 - 起業家、実業家
- 響野夏菜 - 作家